# Fuenteovejuna

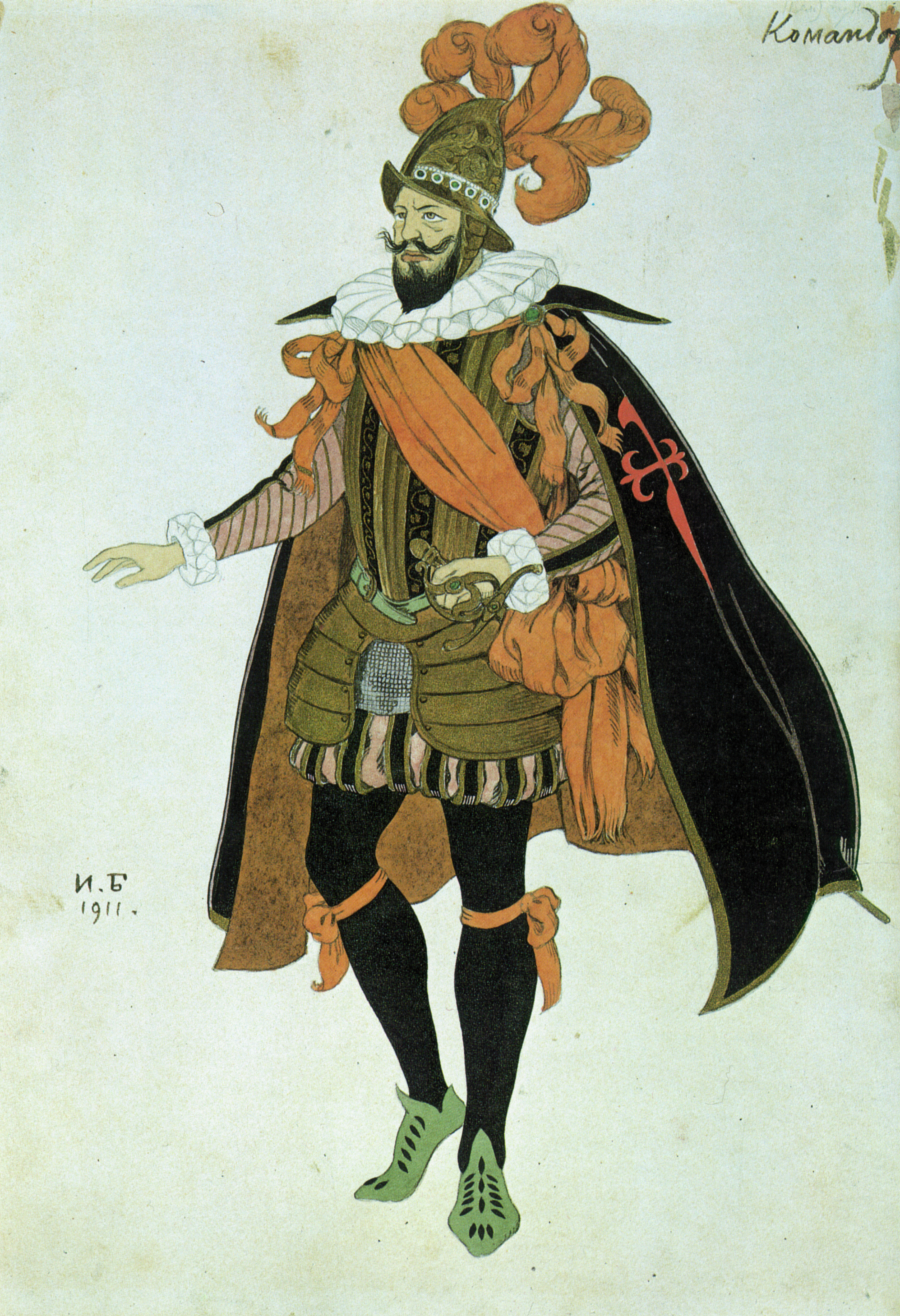
El comendador, il·lustració de 1911

Fuenteovejuna (escrita en 1613) és una de les obres de teatre més conegudes de Lope de Vega i una de les més representades al llarg dels temps. Narra la revolta d'un poble contra els abusos de poder del seu governador. L'obra està escrita en vers, alternant tipus d'estrofes segons qui parli, usualment en versos d'art menor amb rima consonant. Consta de tres actes, gairebé 2500 versos i vint-i-tres personatges diferents.

## Argument
Fernán Gómez és el governant de poble de Fuenteovejuna i sovint empaita les noies de la població i abusa del seu poder. Un dia es fixa en Laurencia, a qui intenta seduir o convèncer el seu pare perquè li deixi estar amb ella, però ella sempre refusa i es reuneix amb el seu enamorat, Frondoso. Aquest amenaça amb un arc el governant, qui jura venjança. Posteriorment se succeeix una escena al camp, on un pagès intenta defensar una noia a qui empaita Gómez sense èxit, ja que és fuetejat pels servents del governador i aquest escapa amb la noia.
Més endavant, al casament de Frondoso i Laurencia irromp el governador, deté Frondoso i reclama el dret de cuixa amb la núvia. Ella escapa després de ser violada i colpejada i reclama justícia als homes de la població, als quals acusa de covards per permetre que sempre acabi guanyant el més poderós. Aquests, commoguts, assalten la residència de Gómez, alliberen Frondoso i maten el governant i alguns dels seus servents. Un criat escapa i va a buscar els reis.
Quan els enviats reials pregunten qui ha comès el crim, només obtenen com a resposta que ha estat Fuenteovejuna, tot el poble. Els diferents testimonis refusen confessar tot i la tortura i amenaces, i expliquen els abusos del difunt fins que obtenen el perdó reial.

## Anàlisi
L'obra té un protagonista col·lectiu, Fuenteovejuna (Fuente Obejuna a la realitat), que esdevé l'arma per fer front a la injustícia. És la unió del poble el que aconsegueix vèncer el tirà. La història d'amor de Frondoso i Laurencia serveix de contrapunt a les batalles històriques i la denúncia social sobre els abusos de poder. Sembla que la història té una base real, que Lope de Vega va dramatitzar afegint-li un final feliç. Els personatges històrics reforcen la versemblança.
La composició del drama segueix les normes enunciades pel mateix autor a Arte nuevo de hacer comedias en este tiempo: ús de l'imbroglio italià per a l'argument, trencament de les unitats d'Aristòtil, polimetria i manteniment del suspens fins al final de l'obra.
Apareixen alguns dels elements propis del teatre barroc espanyol, com la qüestió de l'honor, que és independent de la classe social i divideix els personatges entre bons i dolents des del punt de vista moral. Aquest honor té molt a veure amb el tracte a la dona i l'amor pur confrontat a la lascívia.
El final ha estat objecte d'estudi per la seva ambigüitat. D'una banda, és un final feliç, ja que els reis perdonen els vilatans; d'altra banda, però, no hi ha un autèntic canvi social, l'autoritat continua vencent i no s'aturen els abusos dels poderosos, simplement no es pot castigar tota una col·lectivitat.